# Fritz Wurmböck
Friedrich „Fritz“ Wurmböck (* 2. August 1903; † 26. November 1987) war ein österreichischer Feldhandballspieler.
Er war Mitglied des Teams, welches die Silbermedaille bei den Olympischen Sommerspielen 1936 gewann. Er spielte drei Matches.